# キャルヴィン・フィッシュ
キャルヴィン・フィッシュ（Calvin Fish, 1961年7月22日 - ） は、イギリスの元レーシングドライバー。現NBCスポーツのコメンテーター。

## 経歴
13歳の時にカートレースを始める。1979年、18歳になるとフォーミュラ・フォードに参戦。その後 イギリス・フォーミュラ3選手権を経て、拠点をアメリカに移し、SCCAが主催するIMSA GT選手権や、1987年にタイトルを獲得したトヨタ・フォーミュラ・アトランティック、インディ・ライツに参戦。1990年はセブリング12時間レースとデイトナ24時間レースでクラス優勝を達成した。
引退後、NBCスポーツとCBSスポーツネットワークのアナリスト・コメンテーターとして活動している。